# Meander (czasopismo)
Meander – obecnie rocznik, wcześniej kwartalnik, wcześniej dwumiesięcznik i miesięcznik, poświęcony szeroko rozumianej wiedzy o antyku. Ukazuje się w Warszawie od 1946 roku (pierwszy numer przygotowany był już w grudniu 1945 roku, lecz został wydany dopiero w styczniu roku następnego). Mimo licznych trudności finansowych czasopismo ukazuje się nieprzerwanie od 60 lat, cieszy się znaczną popularnością wśród zainteresowanych wiedzą o starożytności i jej recepcji w wiekach późniejszych. Pierwszym redaktorem pisma był prof. dr Kazimierz Kumaniecki. Redakcja działała w zrujnowanej Warszawie, przy odradzającym się Uniwersytecie Warszawskim. 
Z Meandrem związane były też następujące serie wydawnicze: Biblioteka Meandra (od 1947 r.), Auctarium Meandreum (od 1950 r.) – dla publikacji prac doktorskich i habilitacyjnych w językach obcych, oraz popularna seria Świat starożytny. Ze względu na częste trudności finansowe jakie dotykały pismo, również serie książkowe były dyskontynuowane. 
W Meandrze publikują zarówno uznani uczeni jak i mniej doświadczeni adepci nauki. Prezentowane treści mają przystępną, ale rzetelnie opracowaną naukowo formę. Artykuły poruszają rozliczne tematy z zakresu literatury, historii, historii sztuki, ustroju antyku oraz epok późniejszych (co do ich związków ze starożytnością). Drukowane są w nim także przekłady literatury greckiej i łacińskiej oraz współczesne wiersze łacińskie i polskie. Zamieszczane są też informacje bibliograficzne (początkowo w ramach serii Antyk w Polsce, następnie w ramach czasopisma).
Publikowane są też artykuły ku czci wybitnych polskich filologów klasycznych (np. Tadeusza Sinko czy Stanisława Skiminy).
Pismo adresowane jest nie tylko do profesjonalistów (filolodzy, historycy, nauczyciele), ale także do szerokiego grona zainteresowanych.

## Aktualna redakcja
- Jan Kwapisz - redaktor naczelny
- Adam Ziółkowski
- Helena Teleżyńska - sekretarz

## Komitet redakcyjny
- Małgorzata Borowska (Warszawa), Jerzy Kolendo (Warszawa), Anna Maria Komornicka (Warszawa-Łódź), Włodzimierz Lengauer (Warszawa), Ignacy Lewandowski (Poznań), Henryk Podbielski (Lublin), Marek Starowieyski (Warszawa), Marian Szarmach (Toruń), Joachim Śliwa (Kraków).